# Données (Euclide)
Pour les articles homonymes, voir Donnée (homonymie).
Données (grec : Δεδομένα, Dedomena) est un traité de géométrie plane d'Euclide. Cette œuvre est très liée au premier tome des Éléments du même auteur.

## Éditions et traductions
Texte grec
- Data, éd. H. Menge, in Euclidis opera omnia, vol. 6, Leipzig: Teubner, 1896

Texte français
- Les Œuvres d’Euclide, éd. Blanchard, Paris 1993,  (ISBN 9782853670517)